# Margarida de Durazzo
Margarida de Durazzo (italià: Margherita di Durazzo   28 de juliol de 1347 - 6 d'agost de 1412) va ser reina de Nàpols (1381-1386) i Hongria (1385-1386) i princesa d'Acaia com a esposa de Carles III de Nàpols. Va ser regent de Nàpols des de 1386 fins a 1393 durant la minoria del seu fill Ladislau de Nàpols.

## Biografia
Va ser la quarta filla de Carles, duc de Durazzo (1323–1348) i de Maria de Calàbria, però l'única que va tenir fills; la seva descendència legítima, així com la centenària Casa Capeta d'Anjou, va acabar amb la seva filla. Era neta per línia paterna del príncep Joan de Durazzo i Matilda d'Avesnes, i per línia materna del duc Carles de Calàbria i Maria de Valois.
Es casà el febrer de 1369 amb el seu cosí, el futur rei Carles III de Nàpols. Era fill de Lluís de Durazzo, un altre fill de Joan, duc de Durazzo, i la seva segona esposa Agnès de Périgord. La núvia tenia vint-i-dos anys i el nuvi vint-i-quatre. D'aquesta unió nasqueren Maria de Nàpols (1369 - 71); Joana II de Nàpols (1373 - 1435), reina de Nàpols; i Ladislau I de Nàpols (1377 - 1414), rei de Nàpols.

### Reina
Carles va aconseguir deposar la seva tia materna, la reina Joana I de Nàpols el 1382. La va succeir i Margarida es va convertir en la seva reina consort. Carles va succeir a Jaume de Baux com a príncep d'Acaia el 1383 amb Margarida encara com a consort.
Aleshores, convertit en l'home angeví sènior, a Carles se li va oferir la Corona d'Hongria. Margarida no va donar suport a la idea de deposar la reina Maria d'Hongria i va desanimar el seu marit de fer-ho. No obstant això, va deposar amb èxit a Maria el desembre de 1385 i es va fer coronar. Era filla del seu cosí difunt Lluís I d'Hongria i Isabel de Bòsnia. Tanmateix, la mare de Maria, Elisabet, va organitzar el seu assassinat a Visegrád el 24 de febrer de 1386.

### Regent
Mentrestant, les relacions amb el papa Urbà VI es van tensar, ja que sospitava que Carles estava conspirant contra ell. El gener de 1385 va fer arrestar sis cardenals, i un, sota tortura, va revelar el conjur de Carles. Així va excomunicar Carles i Margarida i va plantejar un interdit sobre el Regne de Nàpols.
Margarida es va convertir en reina vídua i regent de Nàpols com a tutora del seu fill menor des de 1386 fins a 1393. El 1387 va enverinar fins a la mort la seva germana gran Joana, duquessa de Durazzo, que podria tenir més dret al tron de Nàpols, i el seu marit Robert IV d'Artois, comte d'Eu. Va sobreviure al seu marit vint-i-sis anys, però mai es va tornar a casar. El seu fill Ladislau la va succeir al tron del Regne de Nàpols mentre que Maria d'Hongria va ser restaurada al seu tron. Margarida va insistir perquè la mort del seu marit fos venjada i Elizabeth va ser assassinada. Els caps dels seus defensors van ser enviats per consolar a Margarida.
El papa Bonifaci IX i Margarida van arribar a un acord de pau, la seva excomunió va ser aixecada i amb l'ajuda del cardenal Angelo Acciaioli Margarida va poder continuar exercint com a regent fins al juliol de 1393.

### Darrers anys
En els últims anys de la seva vida, la reina vídua es va retirar primer a Salern i després a Acquamela, on va morir de pesta el 1412. S'havia convertit en una devota catòlica i membre del Tercer Orde franciscà en els seus últims anys i va demanar ser enterrada com a tal; va ser enterrada amb hàbit blanc a la catedral de Salern.